# Condado de Franklin (Georgia)
El condado de Franklin (en inglés: Franklin County) es un condado en el estado estadounidense de Georgia. En el censo de 2000 el condado tenía una población de 20 285 habitantes. La sede de condado es Carnesville. Fue el noveno condado de Georgia, siendo fundado en 1784. Fue nombrado en honor a Benjamin Franklin.

## Geografía
Según la Oficina del Censo, el condado tiene un área total de 690 km² (266 sq mi), de la cual 682 km² (263 sq mi) es tierra y 8 km² (3 sq mi) (1,15%) es agua.

### Condados adyacentes
- Condado de Stephens (norte)
- Condado de Oconee, Carolina del Sur (norte y noreste)
- Condado de Hart (este)
- Condado de Madison (sur)
- Condado de Banks (oeste)

## Autopistas importantes
- Interestatal 85
- U.S. Route 29
- Ruta Estatal de Georgia 8
- Ruta Estatal de Georgia 17
- Ruta Estatal de Georgia 51
- Ruta Estatal de Georgia 59
- Ruta Estatal de Georgia 63
- Ruta Estatal de Georgia 106
- Ruta Estatal de Georgia 145
- Ruta Estatal de Georgia 174

## Demografía
En el  censo de 2000, hubo 20 285 personas, 7888 hogares y 5695 familias residiendo en el condado. La densidad poblacional era de 77 personas por milla cuadrada (30/km²). En el 2000 había 9303 unidades unifamiliares en una densidad de 35 por milla cuadrada (14/km²). La demografía del condado era de 89,49% blancos, 8,83% afroamericanos, 0,21% amerindios, 0,25% asiáticos, 0,02% isleños del Pacífico, 0,41% de otras razas y 0,78% de dos o más razas. 0,92% de la población era de origen hispano o latino de cualquier raza. 
La renta promedio para un hogar del condado era de $32 134 y el ingreso promedio para una familia era de $38 463. En 2000 los hombres tenían un ingreso medio de $29 474 versus $21 051 para las mujeres. La renta per cápita para el condado era de $15 767 y el 13,90% de la población estaba bajo el umbral de pobreza nacional.

## Ciudades y pueblos
- Canon
- Carnesville
- Franklin Springs
- Gumlog
- Lavonia
- Martin
- Royston